# Порос (дем Гревена)
Вижте пояснителната страница за други населени места с името Порос.
Порос, също Гостун, Гостум (на гръцки: Πόρος; до 1927 година: Γκουστάμ, Густам или Γκουστόμι, Густоми), е село в Република Гърция, в дем Гревена, област Западна Македония.

## География
Селището е разположено на 580 m надморска височина на около 15 km североизточно от град Гревена, от лявата (източната) страна на река Бистрица (Алиакмонас), в югозападното подножие на планината Профитис Илияс. Понякога за част от него се смята и населено място Лангадакия, намиращо се на 2 km на север.

## История

### В Османската империя
В края на XIX век Гостун е малко гръцко християнско село в нахия Венци на Кожанската каза на Османската империя. Според статистиката на Васил Кънчов („Македония. Етнография и статистика“) в 1900 година в Гостунъ (Гостомъ) живеят 97 гърци.
На Етнографската карта на Битолския вилает на Картографския институт в София от 1901 година Гостун е чисто гръцко село в Кожанската каза на Серфидженския санджак със 17 къщи.
Според статистика на Серфидженския санджак на гръцкото консулство в Еласона от 1904 година в Гостум (Γκοστόμ), Гревенска каза, живеят 85 гърци елинофони християни.
По данни на секретаря на Българската екзархия Димитър Мишев („La Macédoine et sa Population Chrétienne“) в 1905 година в Гостун (Гостом) (Gostoun Gostom) има 85 гърци.

### В Гърция
През Балканската война в 1912 година в селото влизат гръцки части и след Междусъюзническата в 1913 година Гостун влиза в състава на Кралство Гърция.
През 1927 година името на селото е сменено на Порос.
Селото произвежда жито и тютюн, като е развито и скотовъдството.
Централната селска църква е „Свети Атанасий“.
| Година    | 1913 | 1920 | 1928 | 1940 | 1951 | 1961 | 1971 | 1981 | 1991 | 2001 | 2011 | 2021 |
| --------- | ---- | ---- | ---- | ---- | ---- | ---- | ---- | ---- | ---- | ---- | ---- | ---- |
| Население | 63   | 72   | 85   | 122  | 141  | 161  | 89   | 138  | 126  | 696  | 461  | 79   |

## Личности
Родени в Порос
- Христос Цикас, гръцки революционер, участник в Гръцката въоръжена пропаганда в Македония